# Termopolij
U starom grčko-rimskom svijetu, termopolij (lat. thermopolium, množina thermopolia), od grčkog el. θερμοπώλιον (thermopōlion), tj. kuharica, doslovno "mjesto gdje se prodaje (nešto) vruće", bio je trgovački objekt u kojem je bilo moguće kupiti hranu gotovu za jelo. U latinskoj literaturi nazivaju se i popinae, cauponae, hospitia ili stabula, no arheolozi ih sve nazivaju termopolijama. Thermopoliji su preteča današnjih restorana i namirnice koje se u njima poslužuju ponekad se uspoređuju s modernom brzom hranom. Ta su mjesta uglavnom koristili oni koji nisu imali vlastite kuhinje, često stanovnici insula, a to je ponekad dovodilo do toga da je viša klasa prezirala termopolije.

## Dizajn
Tipični termopol sastoji se od male prostorije koja je povezana s kućom, ali se iz nje ne može pristupiti, s prepoznatljivim zidanim pultom u prednjem dijelu. Primjer se može vidjeti u Kući oslikanih svodova u Ostia Antica. U ovom pultu bile su ugrađene dolije, zemljane posude koje su se koristile za čuvanje sušene hrane kao što su orasi. Dolij u termopoliju spojenom s Kućom Neptuna i Amfitrite u Herkulaneumu držao je karbonizirane ostatke orašastih plodova. Otmjeniji termopoli također bi bili ukrašeni freskama. Ove su freske prikazivale niz rimskih mitoloških i religijskih slika, kao i slike i prizore svakodnevnog života u drevnom gradu. Poput suvremene reklame, termopoljske freske nisu bile samo umjetnički usmjerene, imale su i praktičnu funkciju. Slike prikazane na freskama mogle bi označavati ono što je taj termopol prodavao, tj. ribu, perad, pečenje. Freska iz Termopolija bila bi važan aspekt u privlačenju pažnje kupaca u drevnom gradu.
Dobro očuvane ruševine Termopolije mogu se vidjeti u Pompejima, Herkulaneju i Ostiji.

## Termopolij iz Aselline
Thermopolium iz Aselline jedan je od najpotpunijih primjera termopolija u Pompejima. Na pultu su pronađeni kompletni vrčevi i posude, kao i kotlić napunjen vodom. Prizemlje u Thermopoliju Asellina služilo je za jelo i piće, a neke su stepenice vodile do soba za goste na drugom katu.
Imao je tipičnu strukturu koja se sastojala od širokih vrata otvorenih prema ulici i pulta s rupama u koje su se postavljale četiri posude (dolije) za hranu ili vino. Imao je svetišta za Lare (kućne bogove), Merkura (boga trgovine) i Bakha (boga vina), budući da su to bili najvažniji bogovi za ovo zanimanje. Na katu su bile i gostinjske sobe, tako da je ovo možda služilo i kao gostionica; međutim, neki misle da je to možda bio bordel zbog imena mnogih žena ispisanih kao dio izborne obavijesti na jednom od vanjskih zidova termopolija. Druga teorija je da su to bile robinje koje su radile kao konobarice. Iza šanka su bili ostaci drvenih polica obješenih o strop za slaganje amfora.

## Thermopolium iz Regio V
Još jedan pompejski termopolij, koji je sadržavao osam dolija, potpuno je iskopan 2020. Uz freske koje odražavaju dostupnu hranu, jedna freska prikazuje psa s ogrlicom na uzici, vjerojatno kao podsjetnik za kupce da vežu svoje ljubimce. Također je otkriven potpuni kostur "ekstremno malog" odraslog psa koji "svjedoči o selektivnom uzgoju u rimskoj epohi da bi se dobio ovaj rezultat." Arheolozi su također otkrili oko 2000 godina staru hranu dostupnu u nekim dubokim posudama od terakote, prodavaonici pića, ukrašenoj brončanoj zdjeli za piće poznatoj kao patera, bocama za vino, amforama, keramičkim posudama koje su se koristile za kuhanje gulaša i juha.

## Drugi termopoliji
- Caupona Euxina[10]
- Caupona od Salvija[11]
- Gostionica Hermes[12]
- Termapolij na Via Diana[13]

## Daljnje čitanje
- Ellis, Steven J. R. 2004. The distribution of bars at Pompeii: Archaeological, spatial and viewshed analyses. Journal of Roman Archaeology. 17: 371–384. doi:10.1017/s104775940000831x. ISSN 1047-7594. S2CID 159567723
- Katz, Brigit (2020). https://www.smithsonianmag.com/smart-news/fast-food-joint-pompeii-served-snails-fish-and-wine-new-finds-suggest-180976651/

## Vanjske poveznice
- Image of a thermopolium in Pompeii with decorations at the walls
- Thermopolium
- Roman eating out  Arhivirana inačica izvorne stranice od 21. prosinca 2008. (Wayback Machine)